# Suzanne (VOF de Kunst)
Suzanne is een nummer van de Nederlandse band VOF de Kunst en is afkomstig van het debuutalbum Maandagmorgen 6:30 uit 1983. In september dat jaar werd het nummer op vinylsingle uitgebracht en in april 1993 op cd-single.

## Geschiedenis
De groep bracht de single in september 1983 uit en was in Nederland op maandag 17 oktober 1983 de 190e AVRO's Radio en TV-Tip op Hilversum 3 en werd direct een groot succes in de destijds drie landelijke hitlijsten op de nationale publieke popzender. Zowel de Nederlandse Top 40, TROS Top 50 als de Nationale Hitparade verwelkomden deze plaat, met respectievelijk de 3e positie, 3e positie en de nummer 1-positie. 
In België (Vlaanderen) bereikte de plaat de 13e positie in de voorloper van de Vlaamse Ultratop 50 en de 16e positie in de Vlaamse Radio 2 Top 30. 
Het in Tilburg opgenomen lied vertelt over de treurnis van een geplande romantische avond met een aanstaande vriendin; alle voorbereidingen zijn gedaan. Ze komt binnen; de liefde flakkert op. Dan gaat de telefoon; hij neemt op; reactie verkeerd verbonden. De stemming is er direct uit; kans verkeken. B-kant was  't Voordeel van de twijfel.

## Andere uitvoeringen

### Engels
Van Suzanne is ook een Engelstalige versie uitgegeven op naam van The Art Company; Susanna, met als B-kant The 17th Floor. Het haalde in verschillende Europese landen de hitlijst, met #1 in Frankrijk, #2 in Oostenrijk, #3 in Noorwegen, #4 in Zweden, #6 in Zwitserland en #12 in het Verenigd Koninkrijk. Voor het internationale succes met Suzanne werd VOF in 1984 bekroond met de Conamus Exportprijs en kwamen er coverversies in andere talen.

### Spaans
- De Colombiaanse zanger Fausto nam in 1986 de Spaanstalige versie op.
- Ricky Martin volgde in 1991 op zijn gelijknamige eerste soloalbum; Susana werd in 1992 op single uitgebracht.[1]

### Italiaans
- Zanger Adriano Celentano zette het nummer in 1984 op zijn repertoire als Susanna.
- Een andere Italiaanstalige cover staat op het album Magellano van Francesco Gabbani uit 2017, onder de titel Susanna, Susanna.

### Grieks
De Griekse zanger Tzimis Panousis bracht een cover uit onder de titel Souzana.

### Nederlands
- In de uitzending van Tijd voor MAX van 16 april 2018 zong Kiki Schippers een eigen versie van Suzanne waarin zij de andere kant van het verhaal vertelt tot aan het moment dat de telefoon gaat.

## Hitnoteringen

### Nederlandse Top 40
| Hitnotering van 29-10-1983 t/m 17-12-1983 | Hitnotering van 29-10-1983 t/m 17-12-1983 | Hitnotering van 29-10-1983 t/m 17-12-1983 | Hitnotering van 29-10-1983 t/m 17-12-1983 | Hitnotering van 29-10-1983 t/m 17-12-1983 | Hitnotering van 29-10-1983 t/m 17-12-1983 | Hitnotering van 29-10-1983 t/m 17-12-1983 | Hitnotering van 29-10-1983 t/m 17-12-1983 | Hitnotering van 29-10-1983 t/m 17-12-1983 | Hitnotering van 29-10-1983 t/m 17-12-1983 |
| Week                                      | 1                                         | 2                                         | 3                                         | 4                                         | 5                                         | 6                                         | 7                                         | 8                                         |                                           |
| ----------------------------------------- | ----------------------------------------- | ----------------------------------------- | ----------------------------------------- | ----------------------------------------- | ----------------------------------------- | ----------------------------------------- | ----------------------------------------- | ----------------------------------------- | ----------------------------------------- |
| Nummer                                    | 21                                        | 8                                         | 4                                         | 3                                         | 4                                         | 9                                         | 18                                        | 34                                        | uit                                       |

### Nationale Hitparade
| Hitnotering van 29-10-1983 t/m 24-12-1983 | Hitnotering van 29-10-1983 t/m 24-12-1983 | Hitnotering van 29-10-1983 t/m 24-12-1983 | Hitnotering van 29-10-1983 t/m 24-12-1983 | Hitnotering van 29-10-1983 t/m 24-12-1983 | Hitnotering van 29-10-1983 t/m 24-12-1983 | Hitnotering van 29-10-1983 t/m 24-12-1983 | Hitnotering van 29-10-1983 t/m 24-12-1983 | Hitnotering van 29-10-1983 t/m 24-12-1983 | Hitnotering van 29-10-1983 t/m 24-12-1983 | Hitnotering van 29-10-1983 t/m 24-12-1983 |
| Week                                      | 1                                         | 2                                         | 3                                         | 4                                         | 5                                         | 6                                         | 7                                         | 8                                         | 9                                         |                                           |
| ----------------------------------------- | ----------------------------------------- | ----------------------------------------- | ----------------------------------------- | ----------------------------------------- | ----------------------------------------- | ----------------------------------------- | ----------------------------------------- | ----------------------------------------- | ----------------------------------------- | ----------------------------------------- |
| Nummer                                    | 37                                        | 3                                         | 3                                         | 1                                         | 3                                         | 6                                         | 11                                        | 18                                        | 29                                        | uit                                       |

### TROS Top 50
Hitnotering: 27-10-1983 t/m 22-12-1983. Hoogste notering: #3 (1 week).

### NPO Radio 2 Top 2000
| Nummer met noteringen in de NPO Radio 2 Top 2000 | '99 | '00  | '01 | '02  | '03  | '04  | '05  | '06  | '07  | '08  | '09  | '10  |
| ------------------------------------------------ | --- | ---- | --- | ---- | ---- | ---- | ---- | ---- | ---- | ---- | ---- | ---- |
| Suzanne                                          | 685 | 1121 | 921 | 1407 | 1275 | 1030 | 1143 | 1179 | 1197 | 1154 | 1771 | 1890 |

1. ↑  Een vetgedrukt getal geeft de hoogste notering aan.
2. ↑  Deze tabel is bijgewerkt tot en met de laatst bekende editie (2024).

## Trivia
- Een opmerkelijk verschil tussen de Nederlandstalige versie en de Engelstalige versie van het nummer is de reactie van de ik-persoon op het vertrek van Suzanne. In de Nederlandse versie luidt de regel: Ze zegt: Ik denk dat ik maar ga / Ze zegt: Tot ziens! En ik zeg: Ja...[2], en in de Engelse versie: She says: I think I'd better go / She says: Goodbye! and I say: No![3].